# Anaides rugosus
Anaides rugosus là một loài bọ cánh cứng trong họ Hybosoridae. Loài này được Robinson miêu tả khoa học năm 1948.